# صراع إيران وبيجاك

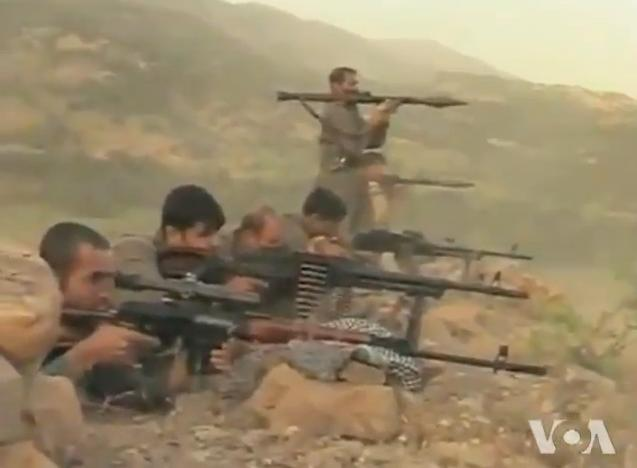
جنود من حزب الحياة الحرة الكردستاني أثناء التدريبات

صراع إيران وبيجاك هو نزاع مسلح بين الجمهورية الإسلامية الإيرانية وحزب الحياة الحرة الكردستاني المعروف اختصارا بـ «بيجاك». يخوض حزب بيجاك الذي يطالب بانفصال مناطق الأكراد عن النظام الإيراني، اشتباكات مع القوى الأمنية الإيرانية. وقد بدأ الصراع في عام 2004 عندما بدأت المجموعة بتنفيذ هجمات في محافظة كردستان إيران وغيرها من المناطق التي يقطنها الأكراد. يرتبط بيجاك ارتباطًا وثيقًا بحزب العمال الكردستاني (PKK)، المعارض الرئيسي لجمهورية تركيا في الصراع التركي الكردي.
وقد تصاعد الصراع بين الطرفين في صيف 2011، ثم تم إعلان وقف إطلاق النار، وأعلنت إيران النصر، وأنهت بيجاك جميع عملياتها المسلحة من 29 سبتمبر 2011. ومنذ ذلك الحين، وقعت عدة اشتباكات متقطعة، بما في ذلك اشتباكات بانه في ديسمبر 2011 واشتباكات أخرى في أبريل 2012. وفي عام 2013، أصبحت المواجهات أكثر تواتراً، بما في ذلك اشتباكات شهر مايو، واشتباكات سردشت في أغسطس والمزيد من الأحداث في أكتوبر. وفي 19 أبريل عام 2016 تصادعد الصراع مرة أخرى ووقعت اشتباكات شديدة في غرب إيران.

## الجدول الزمني
يخوض حزب بيجاك الذي يطالب بانفصال مناطق الأكراد عن النظام الإيراني، اشتباكات مع القوى الأمنية الإيرانية مما أسفر عن مقتل عدة مئات من الأشخاص. تأسس الحزب عام 2004، وكانت أولى عملياته اختطاف 4 من عناصر الشرطة الإيرانية. في عام 2011 تم إعلان وقف إطلاق النار، وأنهت بيجاك جميع عملياتها المسلحة. ومنذ ذلك الحين، شهدت المنطقة بين الحين والآخر اشتباكات، بما في ذلك اشتباكات بانه في ديسمبر 2011 وفي أبريل 2012. وفي عام 2013، أصبحت المواجهات أكثر تواتراً ، بما في ذلك اشتباكات شهر مايو، واشتباكات سردشت في أغسطس والمزيد من الأحداث في أكتوبر. لكن في 19 أبريل عام 2016 تصادعد الصراع مرة أخرى ووقعت اشتباكات شديدة في غرب إيران.

### 2016
في 13 يونيو 2016، نصب فيلق الحرس الثوري الإيراني كمينا لعناصر بيجاك وقتل خمسة من أعضائهم في شمال غرب البلاد. ووفقاً للبيان الإيراني جاء الهجوم رداٌ على هجوم المسلحين في مايو 2016 في مدينة سردشت الذي قتل خلاله عضوين من ميليشيا الباسيج إلى جانب مهندس كان يعمل لصالح الحرس الثوري الإيراني حول «مشاريع التنمية» في المناطق الحدودية.
ووفقا لوسائل الإعلام الإيرانية الرسمية، في 10 يوليو، نجا النائب عن مقاطعة إسلام آباد غرب من محاولة اغتيال في غرب إيران. اتهمت مصادر إيرانية حزب بيجاك بالوقوف وراء محاولة الاغتيال. وقيل إن المحاولة قام بها 4 مسلحين، أصيب خلالها حاكم إسلام آباد والمدير العام لمصائد الأسماك في كرمانشاه وغيرهم من ركاب السيارة بجروح، بينما قتل سائق السيارة ورئيس إدارة الطب البيطري في مقاطعة دالاهو في الحادث.
في 4 أكتوبر 2016، أبلغت وكالة تسنيم الإيرانية للأنباء عن اشتباكات وقعت في منطقة ذات أغلبية كردية في غرب إيران، أسفرت عن مقتل 12 جندياً وإصابة 3 من الحرس الثوري الإيراني. وفي وقت لاحق أكد بيجاك على وقوع الاشتباكات مشيراً إلى إن العديد من أفراد قوات دفاع بيجاك قتلوا. في 11 أكتوبر، أكدت بيجاك عن مقتل 12 شخصا من صفوفها ونشرت صورهم.
في 13 أكتوبر 2016 ، زعمت بيجاك وقوع ثلاث هجمات عبر الحدود ضد قوات الأمن الإيرانية، قُتل خلالها 26  -32 من الإيرانيين. وقد زُعم أن الهجمات كانت ثأرًا لكمين قوات الحرس الثوري الإيراني في 4 أكتوبر، الذي قتل فيه 12 من أعضاء حزب الحياة الحرة الكردية. أكد قائد الحرس الثوري الإيراني في إقليم كردستان على أن الموقع قد هوجم لكن المهاجمون فشلوا في مهمتهم.

### 2017
في 23 مايو، حدث اشتباك بالقرب من الحدود التركية الإيرانية بين قوات الأمن الإيرانية وجماعة الأكراد. اتهمت وسائل الإعلام التركية حزب الحياة الحرة الكردستاني في هذا الهجوم معتبراً انه فرع من حزب العمال الكردستاني، وقالت ان المتمردين قتلوا اثنين من الحراس الإيرانيين وجرحوا 7 آخرين.
في 3 نوفمبر، قُتل ثمانية من حرس الحدود الإيراني و «عدد كبير من الإرهابيين» أثناء اشتباكات بين قوات الأمن الإيرانية وجماعة بيجاك، وفقًا لمصادر إيرانية. وأشار تقرير إيراني لاحقًا إلى أن من بين القتلى الإيرانيين خمسة من حرس الحدود و 3 من الموظفين المدنيين.
وفقًا لوكالة أنباء فارس الإيرانية شبه الرسمية، قال المتحدث باسم وزارة الخارجية الإيرانية بهرام قاسمي ان في 4 ديسمبر 2017 قُتل أحد عناصر حرس الحدود الإيراني وأصيب أربعة آخرون في ماكو في إيران بالقرب من الحدود مع تركيا. زعمت تركيا أن الهجوم نفذته قوات من حزب العمال الكردستاني. لكن ألقت صحيفة دايلي صباح اللوم على حزب الحياة الحرة الكردستاني. ووفقًا للصحيفة تم نقل المصابين جواً إلى مستشفيات تركيا، وقد توفي جندي متأثرًا بجروحه في المستشفى. ذكرت وكالة الإعلام التركية أن الجرحى كانوا من بينهم«مهندسون يعملون في مشروع الري»و«جنود من قوات الأمن».

### 2018
في يوليو 2018، هاجمت مجموعة من المسلحين مقر عسكري تابع للقوات البرية للحرس الثوري الإيراني بمنطقة مريوان الحدودية. أدى الهجوم إلى تفجير مستودع للذخيرة وهذا ما أسفر عن مقتل 11 عنصرا من الحرس جراء شظايا متفجرات المستودع.
في 7 سبتمبر، أعلن الحرس الثوري الإيراني مقتل 6 مسلحين أكراد بالقرب من الحدود العراقية، بزعم أنهم كانوا ينتمون إلى المنظمة المسؤولة عن هجوم يوليو.

## تورط أجنبي

### مزاعم السلطات الإيرانية والتركية
اتهمت إيران مجموعة بيجاك بالعمل بالوكالة عن أجهزة الاستخبارات الأجنبية العدائية، وهي أجهزة استخبارات الولايات المتحدة، وإسرائيل والمملكة العربية السعودية والمملكة المتحدة. وقدمت السلطات التركية ادعاءات بشأن وجود صلات بين بيجاك والولايات المتحدة.
تعاونت تركيا مع إيران في محاربة حزب العمال الكردستاني وبيجاك من خلال اللجنة الأمنية العليا لإيران وتركيا.

### التورط الإسرائيلي
تعود العلاقات بين إسرائيل والأكراد إلى زمن تنفيذ تحالف المحيط. ويعلّق البعض على هذه العلاقات بأن إسرائيل والمنظمات المتمردة الكردية لها مصلحة مشتركة في إضعاف حكومة جمهورية إيران الإسلامية.
في نوفمبر 2006، أيد الصحفي سيمور هيرش في مجلة النيويوركر التورط الأجنبي، قائلاً: «إن الجيش الأمريكي والإسرائيليين يقدمون للمجموعة معدات وتدريب و معلومات هامة من أجل تسبب الدمار في إيران».
وأخبر «مصدر أمني في بغداد» جورج مالبرونو من صحيفة لو فيغارو في عام 2012 أن عملاء الموساد يجندون الأكراد الإيرانيين في كردستان العراق ويقومون بتدريبهم في مجال التجسس والتخريب. ووفقًا لمعهد دراسات السياسة، أكد «مستشار حكومي له علاقات مع البنتاغون» أن إسرائيل زودت بيجاك «بالمعدات والتدريب» لتنفيذ هجمات ضد أهداف داخل إيران.
كما ان العديد من الباحثين اعترفوا بالمشاركة الأمريكية والإسرائيلية في هذا المجال، بمن فيهم نادر انتصار من جامعة جنوب ألاباما، وسليمان إيليك من جامعة إسطنبول، ودلشود أخيلوف من جامعة ولاية تينيسي الشرقية.
ووفقًا لمقال نشره معهد الدراسات الشرقية التابع لأكاديمية العلوم الروسية، «بفضل موقع ويكيليكس، تم توثيق حقيقة أن إسرائيل حاولت منذ فترة طويلة استخدام الجماعات الكردية مثل بيجاك ضد إيران».
وفي كتاب نشره روتليدج في عام 2016، كتب المؤلفان روبرت شير وريس إيرليش: «ان إسرائيل تساعد جماعة بيجاك في تدريبهم لغزواتهم المسلحة في إيران. ولكن بالنظر إلى المشاعر السائدة بين العرب والمسلمين، تحاول الحكومة الإسرائيلية أن تخفي أنشطتها تماما». وقد نوهت  الصحفية الأمريكية فيليس بنيس أيضًا بدعم إسرائيل.

### علاقة الولايات المتحدة مع بيجاك
على الرغم من إدانات الحكومة الأمريكية لهجمات حزب العمال الكردستاني على تركيا، لكن قيل إنها تدعم حزب الحياة الحرة لكردستان.
في أوائل عام 2006، طلبت وزيرة الخارجية الأمريكية كوندوليزا رايس مبلغ 75 مليون دولار أمريكي إضافيًا لتمويل «الدعاية المناهضة للحكومة الإيرانية وجماعات المعارضة لها داخل إيران».
في 18 أبريل 2006، بعث عضو الكونغرس الأمريكي دينيس كوسينيتش رسالة إلى الرئيس الأمريكي جورج دبليو بوش أعرب فيها عن رأية بأنه من المرجح ان الولايات المتحدة تدعم وتنسق مجموعة بيجاك، حيث يقع مقرها في الأراضي العراقية تحت سيطرة حكومة إقليم كردستان المدعومة من الولايات المتحدة.
وفي أبريل 2009 في مقابلة أجرتها صحيفة أكشام التركية اليومية، أقر الرئيس السابق للمجلس الاستشاري للمخابرات الخارجية (2001-2005) برنت سكوكروفت بأن الولايات المتحدة «دعمت وشجعت» حزب بيجاك ضد إيران أثناء رئاسة جورج دبليو بوش، لكن في فترة إدارة أوباما انتهت هذه السياسة.
في 4 فبراير 2009 ، صنفت وزارة الخزانة الأمريكية منظمة بيجاك كمنظمة إرهابية.